# Václav Josef Bartoloměj Praupner
Václav Josef Bartoloměj Praupner (18. srpna 1745 Litoměřice – 1. dubna 1807 Praha) byl český hudební skladatel.

## Život
Již v mládí byl velmi talentovaným hudebníkem. Za svých studií se seznámil s hrabětem Františkem Antonínem Nosticem-Rhieneckem (pozdějším stavitelem Stavovského divadla), který ho ustanovil svým domácím učitelem a ředitelem vlastního divadla. Václav Praupner byl zároveň ředitelem několika pražských kůrů, zejména u Františkánů, v Týnském chrámu a u Křížovníků, kde byl velmi oblíben a napsal celou řadu skladeb. Roku 1794 byl jmenován také ředitelem divadla hraběte Thuna a roku 1803 také prvním ředitelem Jednoty hudebních Umělců – Tonkünstler Sozietät, podle vídeňského vzoru, se kterou, jako tehdejším nově založeným orchestrem, provedl například Haydnovo oratorium Stvoření, či Čtvero ročních období a celou řadu vlastních skladeb. Vystupuje i v románu Aloise Jiráska F. L. Věk, v televizním seriálu natočeném podle tohoto románu v roce 1970 režisérem Františkem Filipem hrál Praupnera Vlastimil Brodský.

## Dílo
Za svůj život napsal desítky mší, symfonií, ale i koncertů a melodramů. Pozoruhodný je melodram Kirké, který byl uváděn v Thunovském divadle v letech 1794–1795.